# Xanthophyllum eberhardtii
Xanthophyllum eberhardtii är en jungfrulinsväxtart som beskrevs av François Gagnepain. Xanthophyllum eberhardtii ingår i släktet Xanthophyllum och familjen jungfrulinsväxter. Inga underarter finns listade i Catalogue of Life.